# Cal Puig (el Prat de Llobregat)
|  | No s'ha de confondre amb Cases d'en Puig. |

Cal Puig o Cal Co fou una masia d'estil senyorial construïda al Prat de Llobregat el segle xix. Va ser enderrocada el 1969 per tal de construir el barri de Sant Cosme. La masia va ser expropiada als propietaris Francesc Có i la seva dona Rosa Molins.
Era una masia d'estil senyorial propietat de Bartolomé Comas. Era una casa gran, aproximadament de 450 m², construïda amb pedra, dividida en planta, pis i golfes, les quals tenien una teulada de quatre vessants. A la façana principal tenia un rellotge de sol i uns bells esgrafiats. L'entrada constava d'un arc fet de pedres tallades.
Al davant de la casa hi havia un jardí amb arbres fruiters i dues palmeres, a més de dos pous, un d'aigua freàtica i un d'artesià.
Durant molts anys Francesc Company i Ventura, la seva esposa, Joana Ribas i Puig, i els seus fills van estar al servei de la casa com a masovers.